# Tino Günther

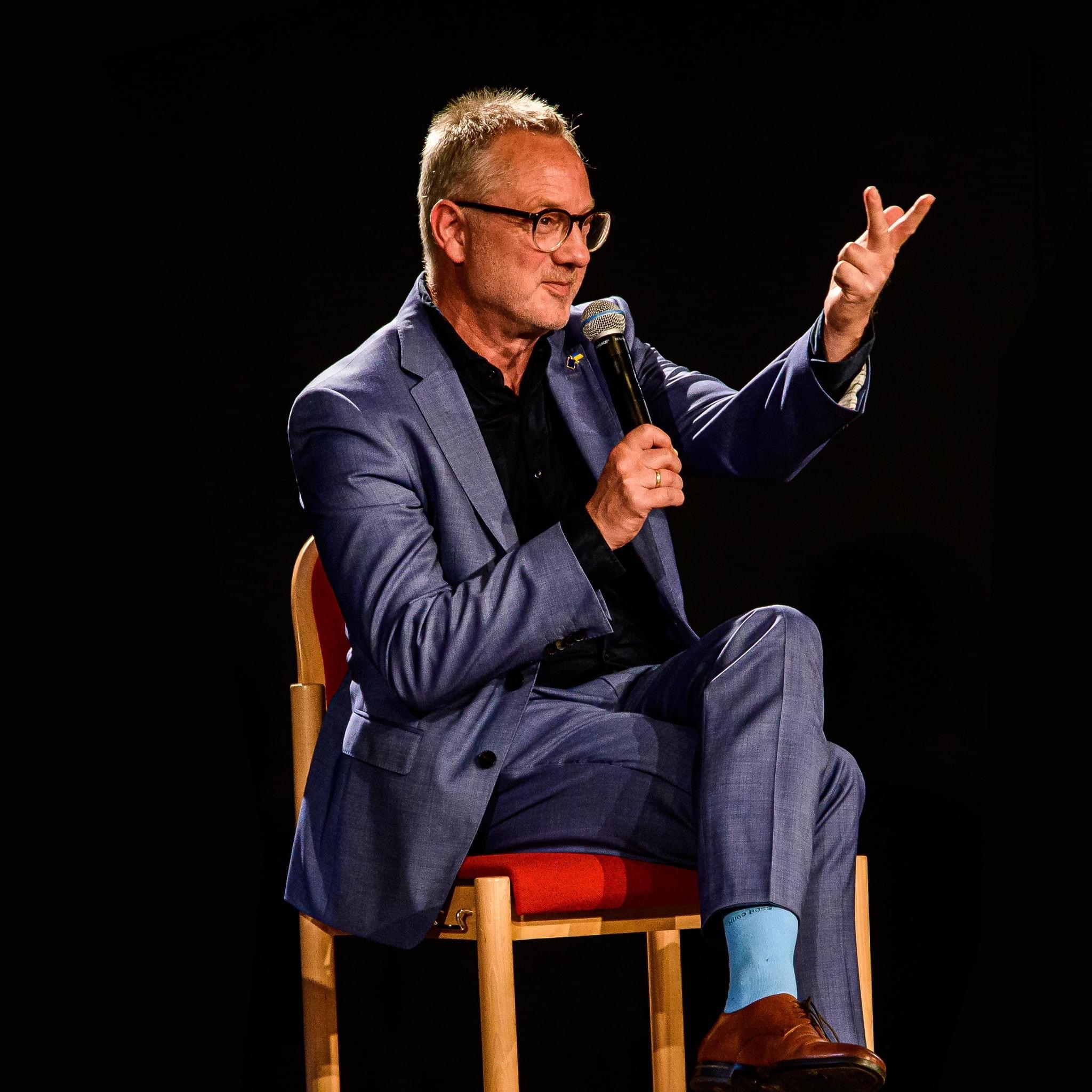
Tino Günther, Mai 2022

Johannes Erich Tino Günther (* 28. Oktober 1962 in Olbernhau) ist ein deutscher Politiker (FDP). Er war von 2004 bis 2014 Mitglied des Sächsischen Landtags.

## Leben und Beruf
Nachdem Günther 1979 die Polytechnische Oberschule erfolgreich abgeschlossen hatte, machte er eine Ausbildung im Kunsthandwerkgewerbe Olbernhau. 1981 begann er in dem von seinem Vater geführten Unternehmen zu arbeiten. Schließlich übernahm er 1996 den elterlichen Betrieb und wandelte diesen in eine GmbH um, die Erzgebirgische Volkskunst herstellt und vertreibt. Günther erfand im November 2020 während der Corona-Pandemie den Drosten-Räuchermann, der wie der der Virologe Christian Drosten aussieht und dem der Kopf raucht.
Günther ist verheiratet und hat eine Tochter und zwei Söhne.

## Politik
Günther wurde 1990 Mitglied der LDP, die sich später mit der westdeutschen FDP vereinigte. 1990 wurde er zum Ortsvorsitzenden der FDP in Seiffen/Erzgeb. gewählt. Dieses Amt hatte er bis 2004 inne. Seit 1992 war er Kreisvorsitzender der FDP Marienberg/Mittlerer Erzgebirgskreis. Zwischen 2008 und 2013 war Günther Vorsitzender des neuen FDP-Kreisverbandes Erzgebirge. Seit 1995 ist Günther außerdem Mitglied im Landesvorstand der FDP Sachsen und seit April 2007 stellvertretender Landesvorsitzender. Hier ist er vor allem zuständig für die Bereiche Handwerk und Touristik.
Ab 1992 war er Mitglied der FDP-Fraktion und ab 1997 Fraktionsvorsitzender im Gemeinderat in Seiffen, nach dem Einzug in den Sächsischen Landtag trat er von diesem Mandat zurück. Zur Kommunalwahl am 13. Juni 2004 wurde Günther zum Kreisrat im Mittleren Erzgebirgskreises gewählt.
Bei der Kommunalwahl am 8. Juni 2008 wurde Günther zum Kreisrat des am 1. August 2008 neu gebildeten Erzgebirgskreises gewählt. Der Kreistag wählte ihn bei der konstituierenden Sitzung zum stellvertretenden Landrat des Erzgebirgskreises.
Zur Landtagswahl am 19. September 2004 zog er als Abgeordneter in den Sächsischen Landtag ein. Günther wurde über den fünften Listenplatz mit sechs weiteren Abgeordneten der FDP in den Landtag gewählt. Er war stellvertretender Vorsitzender der Landtagsfraktion. Während der 4. Wahlperiode (2004–2009) war Günther Mitglied im Ausschuss für Umwelt und Landwirtschaft und im Petitionsausschuss. Für seine Fraktion war er handwerks-, umwelt- und tourismuspolitischer Sprecher.
Bei der Wahl 2009 zog Günther erneut über die Landesliste der FDP in den Landtag ein. In der 5. Wahlperiode übernahm Günther den Vorsitz im Petitionsausschuss. Daneben war er Mitglied im Ausschuss für Umwelt und Landwirtschaft, im Ausschuss für Geschäftsordnung und Immunitätsangelegenheiten sowie im Bewertungsausschuss. Zudem war er Landwirtschaft-, Forstwirtschaft- und Weinbaupolitischer sowie tourismuspolitischer Sprecher der FDP-Fraktion.
Mit der Begründung, aus Zeitgründen seinen Aufgaben in dem Gremium nicht mehr nachkommen zu können, legte er am 4. März 2010 sein Kreistagsmandat im Erzgebirgskreis nieder. Wenige Tage später wurde er am 13. März 2010 in seinem Amt als Vorsitzender des FDP-Kreisverbands im Erzgebirgskreis wiedergewählt.
Im Juni 2013 trat er von seinen Ämtern als Kreisvorsitzender im Erzgebirgskreis, als stellvertretender Vorsitzender von Partei und Landtagsfraktion in Sachsen wie auch als Vorsitzender des sächsischen Petitionsausschusses zurück. Mit dem Ausscheiden der FDP aus dem Landtag nach der Landtagswahl in Sachsen 2014 verlor er dort sein Mandat.
Seit 2014 ist Günther Vorsitzender des Ortsverbandes der FDP Seiffen. Von 2015 bis 2021 war er Beisitzer im Landesvorstand der FDP Sachsen. Zudem ist er seit 2016 Beisitzer des Kreisvorstandes der FDP Erzgebirge.
Bei der FDP-nahen Wilhelm-Külz-Stiftung war Tino Günther von 2016 bis 2021 stellvertretender Verwaltungsvorsitzender; seit 2022 Vorsitzender im Kuratorium selbiger Stiftung.
Zum 53. Landesparteitag der FDP Sachsen 2021 wurde er wieder als stellvertretender Landesvorsitzender der FDP Sachsen gewählt. Dort gab er auch seine Bereitschaft zur Kandidatur zur Landratswahl 2022 im Erzgebirgskreis bekannt und wurde am 15. Januar 2022 vom Kreisverband FDP Erzgebirge mit 100 % der Stimmen als Kandidat gewählt.

## Sexismus-Affäre
Bei einer Kuratoriums-Sitzung der FDP-nahen Wilhelm-Külz-Stiftung im Juli 2022 fasste Günther einer FDP-Politikerin ans Gesäß. Diese wandte sich mit einer Beschwerde an den Landes- sowie Bundesverband der FDP. Günther trat am 12. August 2022 von seinen Ämtern als stellvertretender Landesvorsitzender der FDP Sachsen sowie des Stiftungsamtes zurück. Im Januar 2024 verurteilte ihn das Amtsgericht Dresden wegen sexueller Belästigung zu einer Geldstrafe in Höhe von 3.000 Euro.